# Discinella confusa
Discinella confusa är en svampart som beskrevs av Dennis 1961. Discinella confusa ingår i släktet Discinella och familjen Helotiaceae.   Inga underarter finns listade i Catalogue of Life.